# Panay-episoden
Panay-episoden er betegnelsen for japanske kampflys sænkning af den amerikanske kanonbåd USS Panay under den 2. kinesisk-japanske krig. Den udviklede sig til en diplomatisk krise mellem USA og Japan, som tidligere havde været neutrale overfor hinanden. 

## Forhistorie
Japanske tropper trængte i midten af november 1937 frem til den kinesiske hovedstad Nanking. Kuomintangs leder Chiang Kai-shek meddelte den 21. november den amerikanske ambassadør Joseph C. Grew om japanernes ankomst til byens omegn. Han anbefalede at lade alle amerikanere og andre udlændinge evakuere fra byen, hvilket også skete for hovedpartens vedkommende den følgende morgen, da ambassadøren og hans stab gik om bord på kanonbåden USS Luzon, der tilhørte den amerikanske Yangtze-patrulje, der havde eksisteret siden 1854. De resterende udlændinge ville vente en uge og blev i byen, da slaget om Nanking begyndte. Deres tilstedeværelse meddelte ambassadør Grew til den japanske regering, inden sin afrejse.

## Forløbet af episoden

### Afsejlingen af USS Panay fra Nanking og rejsen op ad floden
Den 11. december forlod USS Panay med amerikanske embedsmænd og nogle civile Nanking i retning op ad floden for at undgå de svære kampe. Den viste vej for de tre olietankere fra Standard Oil Mei Ping, Mei An og Mei Hsia, hvis kaptajner ligeledes havde besluttet at forlade byen. Desuden var der to britiske kanonbåde og nogle mindre kinesiske enheder i denne konvoj. På de første kilometer blev de beskudt af et japansk artilleribatteri nær flodbredetn. Selv om beskydningen antog et betydeligt omfang, lykkedes det skibene, trods deres langsomme fart, at sejle ud af kanonernes rækkevidde uden at blive ramt en eneste gang. 
Det japanske hovedkvarter var informeret om sejladsen og gav den 12. december sine piloter ordre til at sænke alle skibe ovenfor Nanking. Panay og de tre tankskibe lå på dette tidspunkt for anker ved Hoshien. Der var udspændt amerikanske flag, men da de var udenfor rækkevidde af de japanske kanoner, spiste besætning og passagerer deres middag ved bordene og lod kanonerne være ubemandede og utilslørede. På skibet var der på dette tidspunkt fem officerer, 54 matroser, 4 ambassademedarbejdere og 10 civile.  

### Japansk angreb
Klokken 13.27 angreb tre japanske bombefly USS Panay. De nedkastede 18 bomber, som ødelagde den forreste kanon på skibet, kommandobroen, skibets hospital og maskinrummet. Kaptajnen, orlogskaptajn J.J. Hughes, blev alvorligt såret ved angrebet ligesom nogle andre besætningsmedlemmer og passagerer. Nogle minutter senere angreb yderligere 12 bombefly og 9 jagerfly Panay. I ca. 20 minutter kastede de bomber, mens jagerflyene beskød skibet med maskingeværer. I mellemtiden begyndte Panay at skyde tilbage med sit skyts. Omkring kl. 14.06 brød strømforsyningen på broen sammen, og motoren satte ud. 
Da kaptajn Hughes opdagede, at Panay begyndte at synke, gav han ordre til at forlade skibet. Redningsbådene blev på vejen ind mod bredden fortsat beskudt af de japanske jagere, og beskydningen fortsatte mod det krat ved bredden, hvor de overlevende søgte ly.
Panay sank omkring kl. 15.54 i Yangtze. Tre personer, to soldater og en civil blev dræbt, og 43 matroser og fem civile blev såret. To af olietankskibene blev også bombarderet og ødelagt.  
De overlevende fra episoden blev to dage senere taget om bord på USS Oahu og HMS Ladybird. Ladybird blev ligeledes angrebet af japanske jagere på vej til stedet og blev kraftigt beskadiget. 

## Følger
Herefter kom det til diplomatiske spændinger mellem USA og Japan. Der blev fremsat bekymrende udtalelser om, at episoden kunne udvikle sig ligesom eksplosionen på USS Maine, som udløste den Spansk-amerikanske krig. Japan betalte 2.214.007,36 $, i erstatning for at bilægge striden og afgav  en officiel undskyldning.
Talrige breve og penge fra japanske borgere blev efter episoden sendt til den amerikanske ambassade i Tokyo og Marineministeriet.
Sammen med beretninger om japanske soldaters grusomheder – især Nankingmassakren – sørgede Panay-episoden for, at billedet af Japan ændrede sig i den amerikanske offentlighed.  

## Eksterne kilder
- Billeder og film om Panay-episoden Arkiveret 29. november 2009 hos  Wayback Machine (engelsk)
- Panay-episoden og japansk-amerikanske relationer (パネー号事件と日米関係), i US-Japan War Talks (japansk)